# Raketový motor

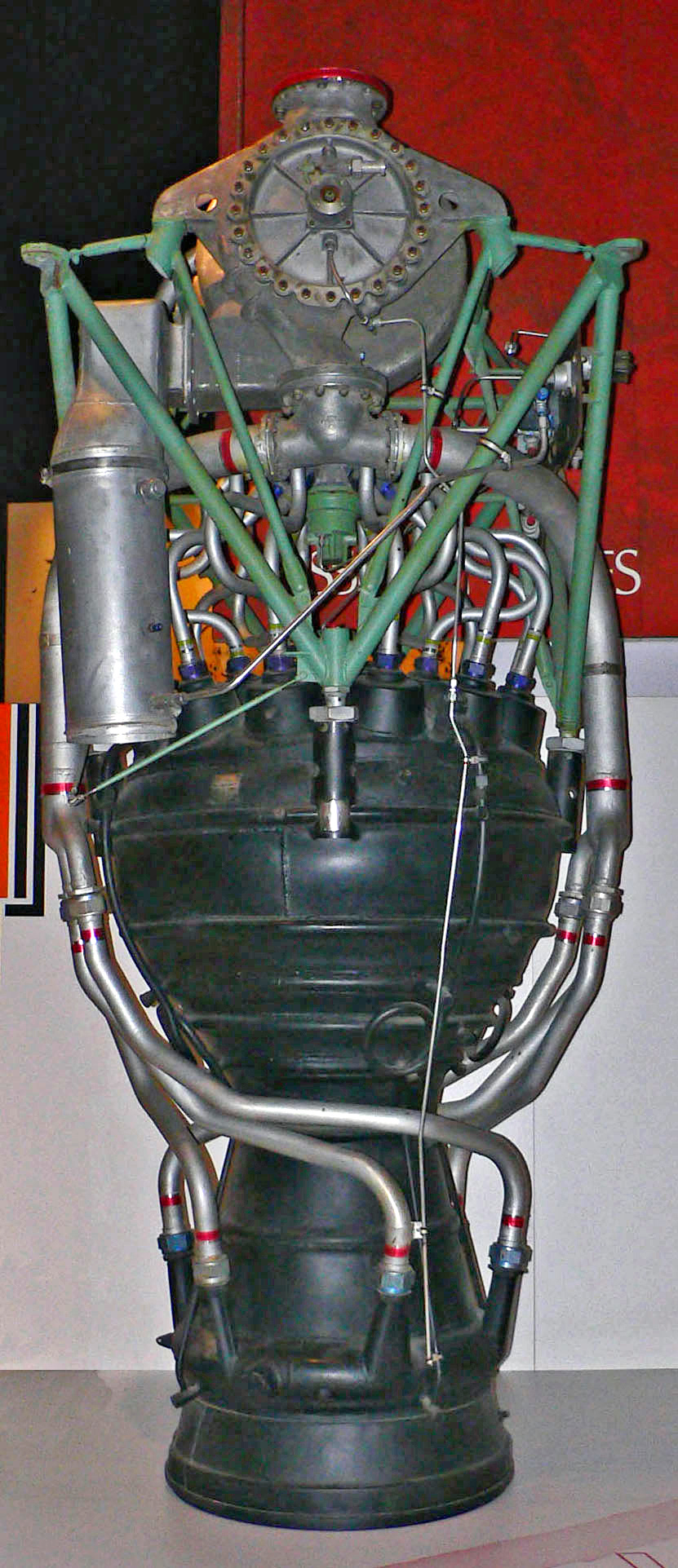
Tento motor byl použit v raketě V-2

Raketový motor je typ tepelného motoru, který pracuje na principu akce a reakce. Na rozdíl od většiny ostatních reaktivních motorů není závislý na atmosférickém kyslíku, a tak je schopen se pohybovat mimo atmosféru. Může být poháněn tuhými a kapalnými palivy.

## Motor na tuhé palivo
Motor poháněný tuhými palivy (využívající tuhé pohonné látky tzv. TPL) je jednodušší. Je tvořen spalovací komorou a hnací tryskou. Skoro celá spalovací komora je naplněna palivem nebo směsí paliva a okysličovadla, které postupně odhořívá. Tento typ je velice spolehlivý, protože nemá žádné pohyblivé části. Nemá možnost opakovaného zažehnutí a jeho výkon se dá regulovat jen velmi omezeně, proto se nejvíce používají pro neřízené i řízené střely a pomocné rakety, které např. zkracují vzlet letadel. Tohoto typu jsou i boční stupně amerického raketoplánu.

## Motor na kapalné palivo

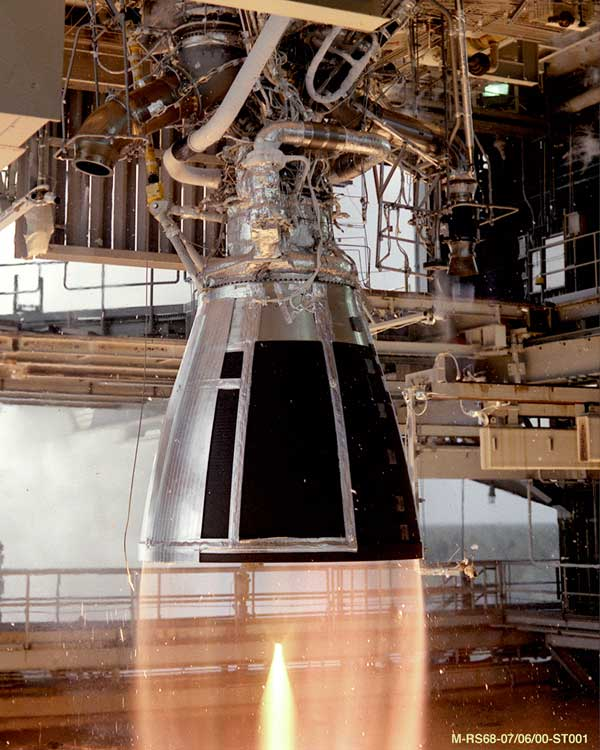
Raketový motor RS-68 používaný na raketě Delta IV

Motor na kapalné palivo (využívající kapalné pohonné látky tzv. KPL) je výkonnější, účinnější, ale také složitější. Je obvykle napájen ze dvou nádrží. V jedné je palivo a ve druhé okysličovadlo. Palivo je s okysličovadlem do spalovací komory vháněno buď pomocí čerpadel nebo pouze tlakem interního plynu. Čerpadlo může být poháněno například parní turbínou, pro kterou se pára vyrábí rozkladem peroxidu vodíku a manganistanu draselného. U motoru na kapalné palivo je výstupní tryska vysoce tepelně namáhána a proto je vyložena např. grafitem. Komora motoru i tryska bývají také často chlazeny vstupujícím palivem. Tyto motory se používají pro pokusná letadla a velké rakety o hmotnosti několika tun.
Existují také hybridní raketové motory, které oba principy kombinují. Příkladem může být motor z pokusného letounu SpaceShipOne, který má komoru vyplněnou tuhou hořlavinou a kapalné okysličovadlo je dodáváno z oddělené nádrže.

## Výrobci raketových motorů
- NPO Energomaš
- Pratt & Whitney Rocketdyne
- Aerojet
- SpaceX